# 清代台灣民變列表
這是發生於台灣清治時期的民變列表，大小民變涵蓋期間為1684年至1888年。通常民變名稱以起事人物為名。

## 17世紀
- 蔡機功，1684年起事，期間為農曆10月19日（聚集2000餘人）至11月初1日，由興化總兵吳英平率兵平定，起事地點為今高雄市岡山區小崗山。
- 陳辛，1686年至1697年間起事，由李日（火呈）平定，陳辛竄入水沙連結合「生番」倡亂。
- 吳球，1696年起事，期間為農曆7月15日（開始準備），起事地點為台南新市，由北路參將陳貴圍捕平定。

## 18世紀
- 劉卻，1702年初（康熙40年底）起事，為期5日，起事地點為台南後壁。
- 朱一貴，1721年起事，為期自農曆月23日至6月16日清軍收復安平，朱一貴於閏6月7日被捕。此案為台灣三大民變之一，起事範圍遍及全台。朱一貴的部眾以閩籍漳、泉二府為主。而杜君英集團成員的組成則包括了閩籍漳、泉墾民，和粵籍使用潮州話的潮州潮陽、揭陽、海陽一地的潮州人墾民與客籍傭工。整個起事集團後分裂為使用泉漳片的閩籍墾民和使用潮汕片的粵籍墾民二股勢力而形成閩、粵對立。在朱一貴、杜君英相爭之際，下淡水溪即有十三大庄、六十四小莊，包含了閩西客家籍汀州府和粵籍鎮平縣（今蕉嶺縣）、平遠縣、程鄉三縣未附眾起事的客家籍墾民，因懼遭戰火波及，遂集結以自保。後來該民變也為多次閩粵多次分類械鬥的遠因。
- 陳三奇，1726年起事於屏東，始於農暦11月24日，不久後即被捕。
- 吳福生，1732年起事於崗山營盤（今大崗山下崗山里），期間為農曆3月29日至4月5日。吳福生為朱一貴舊部，趁台灣中部大甲地方平埔族民變(大甲西社事件)，趁機於鳳山起事。
- 許祖、無齒甫，1734年起事於農暦4月，不久結束。
- 吳典，1753年起事抗官於3月13日，地點為諸羅縣。
- 施天賜，1753年起事抗官於3月12日，地點為鹿港。
- 張鳳喈，1753年農曆7月起事抗官，地點為鳳山縣阿猴。
- 黃媽成，1768年農曆6月起事，1769年5月結束，地點為台南。
- 黃教，1768年農曆10月2日起事，1769年3月27日結束，地點為高雄大崗山及台南地區。
- 陳虎，1782年農曆11月7日豎旗於高雄小崗山，迅速就擒。
- 謝笑，1782-1783年，起事地點包含彰化、嘉義，及淡水。
- 莊大田，1783年起事[來源請求]
- 楊光勳，1785年起事，農曆7月7日至7月29日，地點為斗六。
- 林爽文，1786年起事，台灣三大民變之一。1786年11月27日（此指陰曆，陽曆1787年1月16日）因台灣知府孫景燧取締天地會，林爽文率軍反抗，1月18日攻下彰化，進駐彰化縣署，自稱「盟主大元帥」。該年2月，全台除台灣府外均陷落。該事件是台灣清治時期影響層面最大，清軍傷亡最多的民變。
- 張標，1790起事，農曆9月底至10月。
- 吳光彩，1792年組織，9月被捕。
- 鄭光彩，1794年農曆5月23日起事於鳳山，不久平定。
- 陳周全，1795年起事，天地會成員。起事於鹿港。
- 徐章，1798年7月組織於臺南下營。

## 19世紀
- 白啟，1801年11月組織起事，於台南。
- 吳允錫，1802年8月起事，豎旗於鹽水港。
- 蔡牽，1804年4月至1806年5月騷擾臺灣全島海岸，聯合臺灣陸地「山賊」，洪四老、吳淮泗等起事，為期2年之久。
- 高夔，1811年起事。
- 朱蔚，1822年起事。
- 林泳春，1823年起事於噶瑪蘭，期間於同年5月4日至8月22日。
- 楊良斌、許尚，1824年起事，鳳山人。起兵於鳳山。
- 王溪水，1830年意圖起事，地點在彰化。
- 張丙、許成、黃城，1832年起事，張丙起兵於斗六，許成於鳳山縣觀音山，黃城於林圯埔。期間為同年農曆10月10日至12月（1833年1月）。
- 張貢，1838年起事，9月擬攻打岡山汛（今大崗山下），後轉而搶劫兵器及民宅，10月中被捕。
- 江見，1841年起事。
- 洪協，1843年起事，嘉義人，台灣遊民民變。與郭洸侯事件同時發生。
- 洪紀，1851年起事，嘉義人，台灣遊民民變。
- 林恭，1853年起事，鳳山人，與李石趁太平天國事件起事。
- 吳磋，1853年起事，地點為噶瑪蘭，期間為同年農曆8月14日至次年農曆二月底三月初（1854年3月）。
- 王辦，1855年農曆10月於岡山聚眾豎旗。
- 戴潮春，1862年於台中大墩起事，波及彰化等地。期間為同年農曆4月15日至1864年1月29日（農曆12月21日）。台灣三大民變之一，影響時間最久。之後因為中國十三行省的太平天國仍餘波未平，戴潮春所掀起的這場台灣民變，餘黨至1867年才算完全終結。
- 洪欉，1862年起事。
- 許夏老、李從、楊振等據岡山謀作亂，1862年農曆6月。
- 施九緞，1888年起事於彰化，期間為農曆9月1日至7日。該起事與台灣巡撫劉銘傳裕籌財源與清丈定賦有關。因彰化知縣李嘉棠在清丈過程中，措施不當，激起民怨所致施九緞所引發的民變，說明在劉銘傳主政下的新政過於倉促且未注意細節，導致台灣民眾的不滿與反彈。